# Eclipse solar de 23 de setembro de 1987

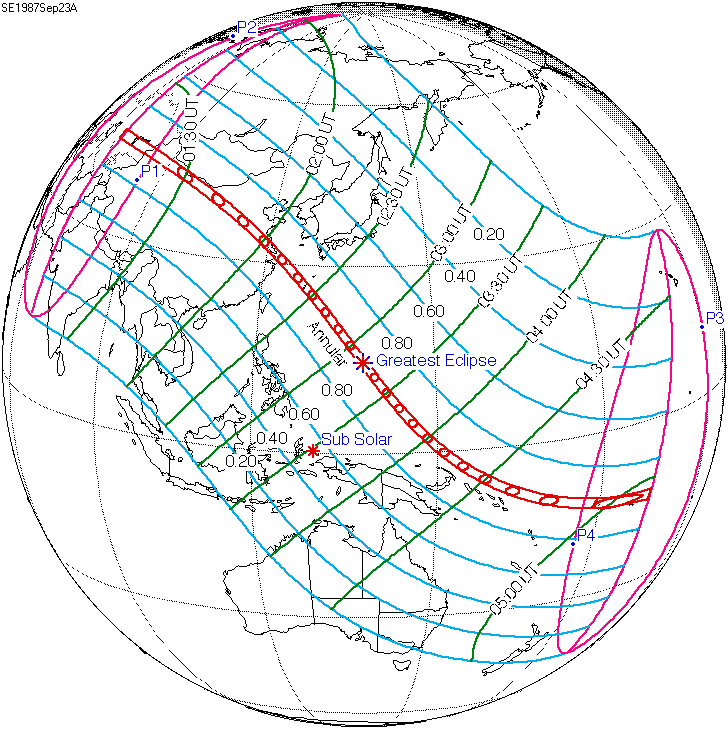
Mapa de visibilidade do eclipse

 O eclipse solar de 23 de setembro de 1987 foi um eclipse solar anular visto no Cazaquistão, Rússia, Mongólia e China. Teve magnitude de 0,9634 e foi o eclipse número 42 da série Saros 134. O Sol estava coberto em 96% em um eclipse anular moderado, com duração de 3 minutos e 49 segundos e cobrindo um caminho de até 137 km de largura.
 